# Hausboot (Band)

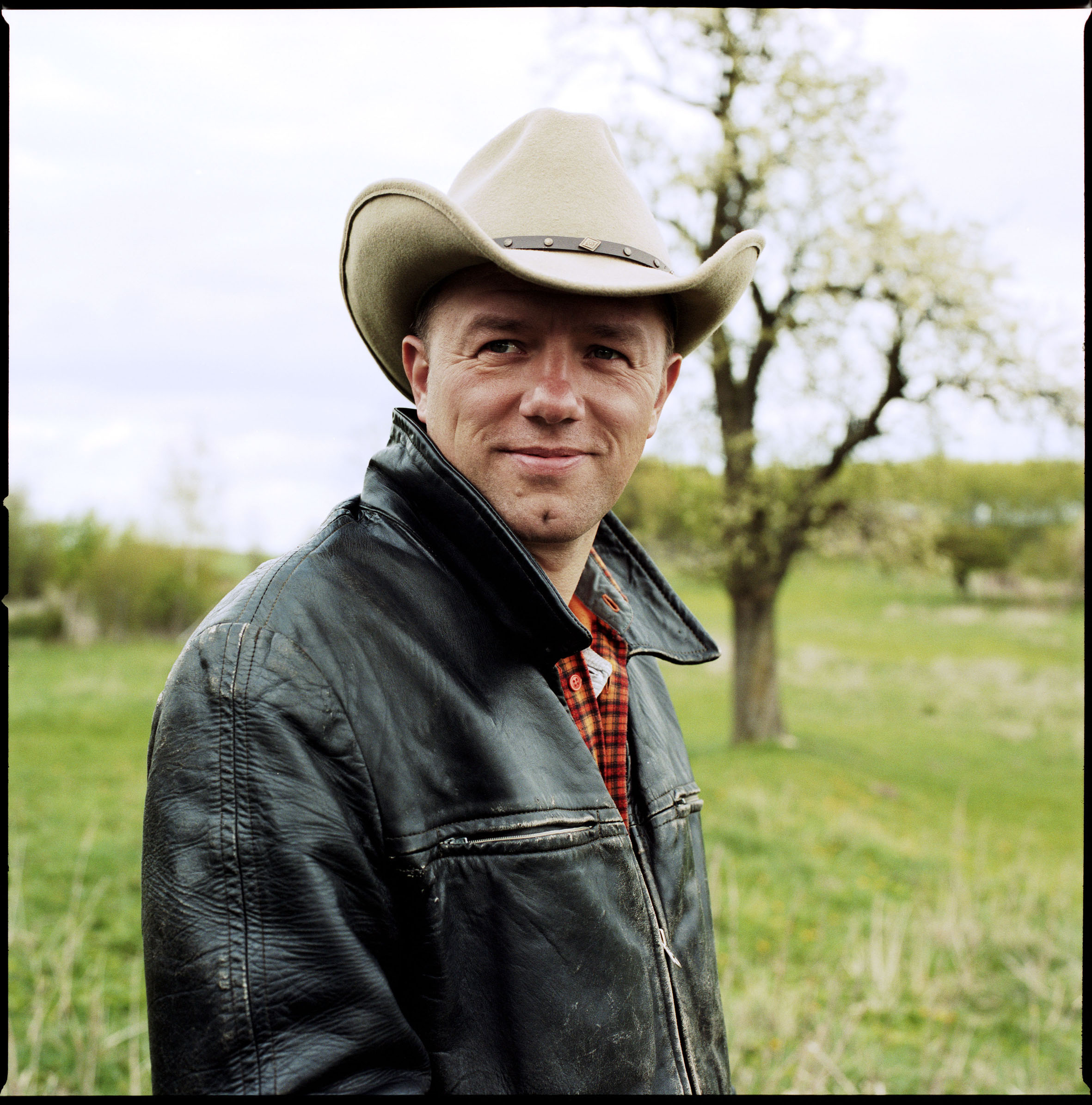
Tino Eisbrenner (2007)

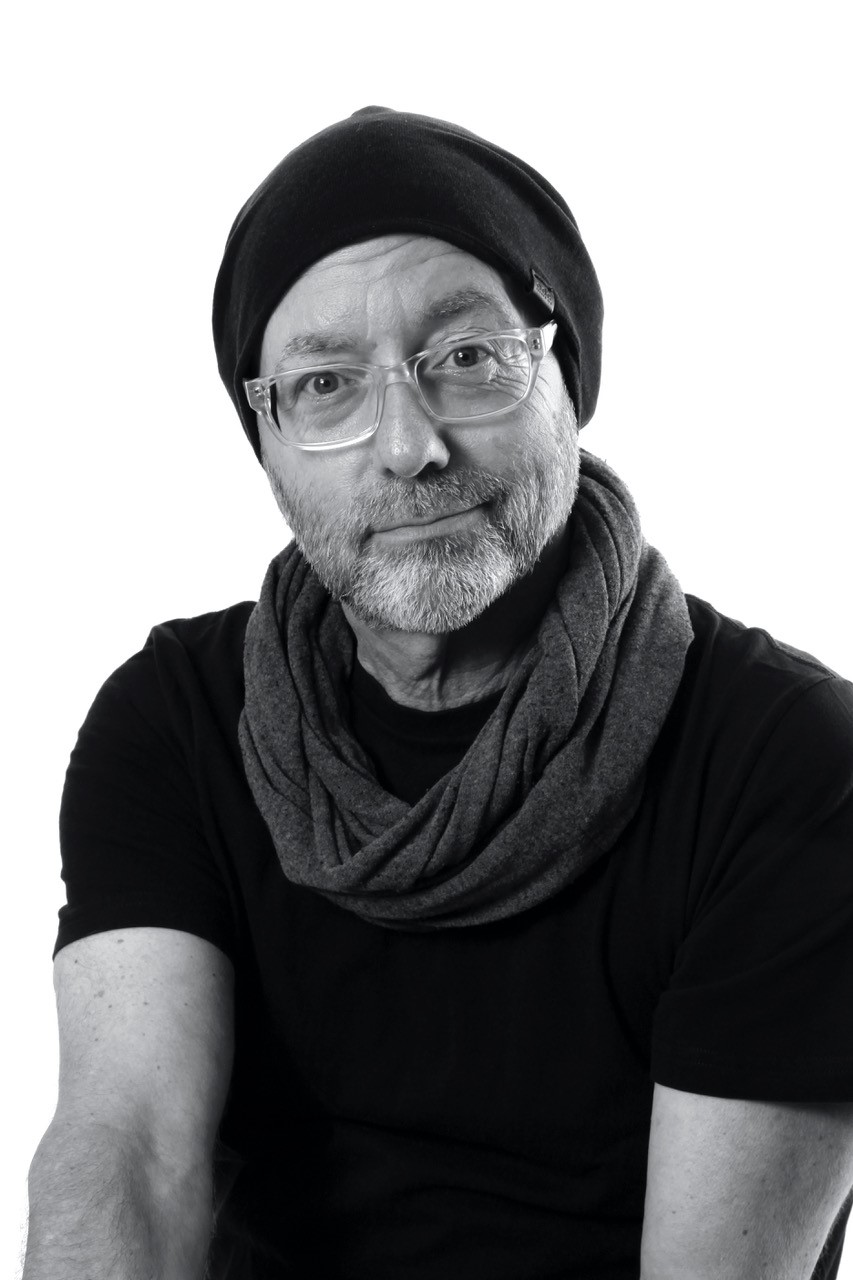
Heiner Lürig (2023)

Hausboot war das deutschsprachige Bandprojekt von Sänger Tino Eisbrenner und Musiker Heiner Lürig.

## Bandgeschichte
Im Jahr 2008 begannen der Sänger Tino Eisbrenner und der Musiker Heiner Lürig ein neues Kapitel ihrer Zusammenarbeit – sie gründeten ihre Band Hausboot. Das Album strom ab (Oktober 2009) entstand mit den Musikern Martin Huch (Steel Guitars, Dobro, Banjo), Raoul Walton (Bass), Marius Lürig (Schlagzeug, Perkussion) und Alejandro Soto Lacoste (Piano, Orgel, Akkordeon) im Madagaskar Studio in der Wedemark. Der Titel Wär nicht schwer wurde 2010 zum überregional beachteten Radiohit.
Am 21. Juni 2023 erklärten Tino Eisbrenner und Heiner Lürig gemeinsam das Ende ihrer Zusammenarbeit als Hausboot.

## Vorgeschichte
Die Zusammenarbeit der beiden Musiker hatte eine 25-jährige Vorgeschichte: 1994 erschien Tino Eisbrenners Soloalbum Willkommen in der Welt, das Heinz Rudolf Kunze und Heiner Lürig produziert hatten; eine zweite Album-Produktion dieser Art folgte im Jahr 1999 mit dem Titel Stark sein, zu der Lürig einige Kompositionen schrieb. Eisbrenner und seine Band waren auch bei mehreren Tourneen von Heinz Rudolf Kunze als Vorband beteiligt.

## Bandname
„Ein Hausboot treibt stromab … aber was darauf getrieben wird, schwimmt gewissermaßen durchaus gegen den Strom. Es ist ein Fluss der Wiederkehr – der Wiederkehr von fast schon für ausgestorben gehaltenen Gedanken, Gefühlen und Tönen. Der Fluss markiert die Grenze zweier Länder. Das eine Land heißt Country (kein Kalauer), das andere Chanson. Das Hausboot ankert mal am einen, mal am anderen Ufer, meistens bleibt es aber in der goldenen Mitte der Fahrrinne. Zwei Kapitäne... zwei Männer mit Geschichte, mit Geschichten. Dazu noch ein paar Leichtmatrosen mit musikalischem Tiefgang. Mögen die Menschen an den Ufern ihre Ohren spitzen und dem lauschen, was da vom Wasser herüberweht.“

## Diskografie
Alben
- 2009: stromab (Wunschkind)
- 2017: Fluss der Zeit (Rakete Medien)
- 2020: Die letzten heiligen Dinge (Monopol Records)[5]

## Medienbeiträge
- Peter Krüger-Lenz: „Hausboot“ im Fluss der Zeit – Heiner Lürig hat mit Heinz Rudolf Kunze zusammengearbeitet, Tino Eisbrenner war Sänger der Band Jessica, die 1984 zur beliebtesten Newcomer-Band der DDR gekürt wurde. Jetzt geben sie als „Hausboot“ Konzerte. Göttinger Tageblatt, Online-Portal, 23. Januar 2019. Abgerufen am 28. Januar 2019.